# Juan Gui

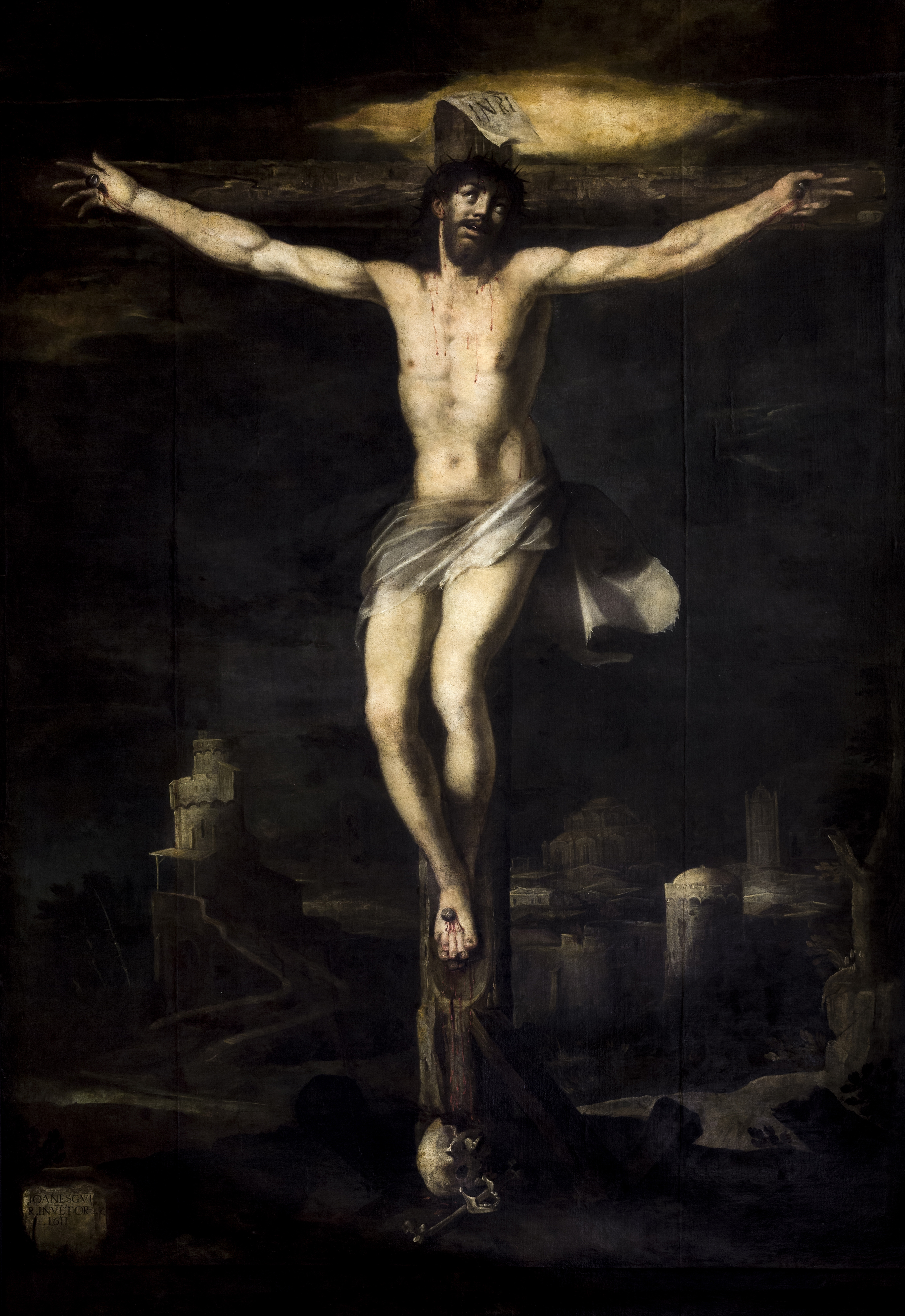
Crucificado, firmado «IOANESGVI / R. INVETOR / 1611», óleo sobre lienzo, 400 x 265 cm, Sevilla, Casa Consistorial.

Juan Gui Romano, o Guy, fue un pintor italiano activo en Sevilla, donde se le documenta entre 1608 y 1611, trabajando en un estilo de transición entre el manierismo contrarreformista y el incipiente naturalismo. 

## Obra
Los escasos datos documentales conocidos indican que al menos desde 1608 y hasta 1611 residió en Sevilla, avecindado en las collaciones de San Vicente y la Magdalena. En 1608 contrató con Antonio Chaves Ponce de León, mercader de paños, una pintura «que tenga a Cristo, las Marías, Nuestra Señora, San Juan y los Santos Varones, de la traza y conforme al que tengo hecho para el clérigo Don Diego Gallegos que se ha de poner en la Iglesia de San Martín, de tan buena pintura como este dicho cuadro». El cuadro aludido del que se le pedían copias, indicando el rápido éxito que obtuvo, un Descendimiento de la cruz, se conserva en la misma iglesia de San Martín para la que se pintó y se firma y fecha el mismo año en que concertó su copia «J.º Guy Rmº año 1608». La poderosa anatomía del Cristo escorzado sitúa a Gui en la órbita del manierismo reformado de Giovanni Baglione y Luca Cambiaso, y de su rápida aceptación en Sevilla da cuenta el inmediato encargo de un retablo para la capilla de los Vizcaínos del convento Casa Grande de San Francisco de Sevilla, no conservado.
La obra conocida de Gui se completa con un monumental y claroscurista Calvario pintado para el Asilo de la Mendicidad, Hogar Virgen de los Reyes y ahora en el Ayuntamiento sevillano, firmado en 1611, año en que se pierden las noticias.
Además se le atribuyen un Cristo atado a la columna y un Entierro de Cristo en el monasterio de San Isidoro del Campo (Santiponce), muy próximos en el tratamiento de la luz, de raíz caravaggiesca, y en la anatomía de Cristo con lo que se encuentra en las dos obras firmadas.